# Captain Swing
Ne doit pas être confondu avec Capt'ain Swing.
Captain Swing est le nom donné au dirigeant mythique d'une révolte d'ouvriers agricoles en Angleterre en 1830, les Swing Riots. La révolte  s'est répandue dans le pays entier et a duré plusieurs mois.

## Historique
Ce mouvement contestataire, né de l'appauvrissement des travailleurs agricoles du sud de l'Angleterre, a différentes causes. Les principales cibles des soulèvements furent les propriétaires de fermes dont les batteuses étaient détruites ou démontées quand ils refusaient de répondre favorablement aux pétitions qui leur étaient adressées concernant les hausses de salaires. Les ouvriers frondeurs demandaient également compensation aux propriétaires sous forme de bière, d'argent ou de nourriture. Il est parfois arrivé aux protestataires de chercher du soutien auprès des autorités paroissiales et judiciaires dans leur lutte pour augmenter les moyens donnés à la charité. Durant ces événements, 600 émeutiers furent emprisonnés, 500 furent envoyés dans les colonies et 19 furent exécutés.
Une série de lettres envoyées aux propriétaires ont survécu, signées « Captain Swing ».
Ces mouvements de protestation étaient hautement organisés et sont en cela comparables aux mouvements sociaux du XVIIIe siècle comme le luddisme.
Il y a plusieurs raisons à l'émergence des Swing Riots. Les principales sont le chômage, le sous-effectif, les salaires en baisse, le manque de moyens alloués à la charité, et la compétition engendrée par l'arrivée des machines industrielles.
Pour l'élite de l'époque, les manifestations d'ouvriers à la fin de 1830 entraînèrent moins d'inquiétude que les incendies de récoltes qui suivirent. Les actions de Swing l'Incendiaire étaient non seulement plus dommageables mais également plus difficiles à réprimer. Le lien entre Swing l'Incendiaire et Swing le Révolté, bien qu'indéniable, n'a pas été formellement établi. Quelles qu'aient été les motivations des incendiaires de 1830 et 1831, il ne fait aucun doute que leur action a donné du poids aux revendications des manifestants.
Le personnage de Captain Swing fait écho au Ned Ludd du mouvement luddiste de 1811. Son nom fut certainement choisi en référence à la sentence de mort par pendaison qui menaçait quiconque prenait part au mouvement (le verbe "to swing" signifiant "se balancer").